# Roberto D'Aversa
Roberto D'Aversa (12. srpen 1975, Stuttgart, Německo) je italský fotbalový trenér a bývalý fotbalový záložník. Od sezony 2024/25 vede italský klub Empoli.

## Hráčská kariéra
Narodil se italským rodičům v německém Stuttgartu. Zpět do Itálie se vrátili 1978. Od roku 1990 byl členem mládeže v Miláně, se kterým podepsal první profesionální smlouvu. Nikdy za Rossoneri nehrál a odešel nejdříve do Prata a poté do Casarana. V roce 1996 odešel do Monzy, kde pomohl k postupu so 2. ligy a hrál zde tři roky.
Do roku 2003 odehrál spousty zápasů 2. lize za 4 různé kluby: Cosenza, Pescara, Sampdoria a Ternana. První zápasy v Serii A odehrál v sezoně 2003/04 v Sieně, kde odehrál za 4 sezony celkem 91 utkání. Poté rok a půl hrál v Messině se kterým sestoupil do 2. ligy. Od léta 2008 do 2010 hrál ve čtyřech klubech. Poslední tři sezony v kariéře hrál za Virtus Lanciano kde dělal kapitána a pomohl k postupu do 2. ligy v sezoně 2011/12.

## Hráčská statistika
| Sezóna                    | Klub                      | Liga                      | Liga   | Liga | Ligové poháry | Ligové poháry | Ligové poháry | Kontinentální poháry | Kontinentální poháry | Kontinentální poháry | Celkem | Celkem |
| Sezóna                    | Klub                      | Soutěž                    | Zápasy | Góly | Soutěž        | Zápasy        | Góly          | Soutěž               | Zápasy               | Góly                 | Zápasy | Góly   |
| ------------------------- | ------------------------- | ------------------------- | ------ | ---- | ------------- | ------------- | ------------- | -------------------- | -------------------- | -------------------- | ------ | ------ |
| 1995/96                   | Prato                     | Serie C1                  | 30     | 2    | IP            | 0             | 0             | -                    | 0                    | 0                    | 30     | 2      |
| 1996                      | Casarano                  | Serie C1                  | 6      | 1    | -             | 0             | 0             | -                    | 0                    | 0                    | 6      | 1      |
| 1996/97                   | Monza                     | Serie C1                  | 25     | 0    | -             | 0             | 0             | -                    | 0                    | 0                    | 25     | 0      |
| 1997/98                   | Monza                     | Serie B                   | 22     | 2    | IP            | 2             | 0             | -                    | 0                    | 0                    | 24     | 2      |
| 1998/99                   | Monza                     | Serie B                   | 18     | 3    | IP            | 0             | 0             | -                    | 0                    | 0                    | 18     | 3      |
| Celkem za Monzu           | Celkem za Monzu           | Celkem za Monzu           | 65     | 5    | -             | 2             | 0             | -                    | 0                    | 0                    | 67     | 5      |
| 1999/00                   | Cosenza                   | Serie B                   | 27     | 2    | IP            | 0             | 0             | -                    | 0                    | 0                    | 27     | 2      |
| 2000/01                   | Pescara                   | Serie B                   | 13     | 0    | IP            | 3             | 0             | -                    | 0                    | 0                    | 16     | 0      |
| 2001                      | Sampdoria                 | Serie B                   | 17     | 2    | -             | 0             | 0             | -                    | 0                    | 0                    | 17     | 2      |
| 2001/02                   | Ternana                   | Serie B                   | 27     | 1    | IP            | 2             | 3             | -                    | 0                    | 0                    | 29     | 4      |
| 2002/03                   | Ternana                   | Serie B                   | 33     | 4    | IP            | 4             | 1             | -                    | 0                    | 0                    | 37     | 5      |
| Celkem za Ternanu         | Celkem za Ternanu         | Celkem za Ternanu         | 60     | 5    | -             | 6             | 4             | -                    | 0                    | 0                    | 66     | 9      |
| 2003/04                   | Siena                     | Serie A                   | 29     | 1    | IP            | 3             | 0             | -                    | 0                    | 0                    | 32     | 1      |
| 2004/05                   | Siena                     | Serie A                   | 18     | 0    | -             | 0             | 0             | -                    | 0                    | 0                    | 18     | 0      |
| 2005/06                   | Siena                     | Serie A                   | 26     | 0    | IP            | 2             | 0             | -                    | 0                    | 0                    | 28     | 0      |
| 2006/07                   | Siena                     | Serie A                   | 11     | 0    | IP            | 2             | 0             | -                    | 0                    | 0                    | 13     | 0      |
| Celkem za Sienu           | Celkem za Sienu           | Celkem za Sienu           | 84     | 1    | -             | 7             | 0             | -                    | 0                    | 0                    | 91     | 1      |
| 2007                      | Messina                   | Serie A                   | 12     | 0    | -             | 0             | 0             | -                    | 0                    | 0                    | 12     | 0      |
| 2007/08                   | Messina                   | Serie B                   | 25     | 2    | IP            | 1             | 0             | -                    | 0                    | 0                    | 26     | 2      |
| Celkem za Messinu         | Celkem za Messinu         | Celkem za Messinu         | 37     | 2    | -             | 1             | 0             | -                    | 0                    | 0                    | 38     | 2      |
| 2008/09                   | Treviso                   | Serie B                   | 18     | 1    | -             | 0             | 0             | -                    | 0                    | 0                    | 18     | 1      |
| 2009                      | Mantova                   | Serie B                   | 15     | 1    | -             | 0             | 0             | -                    | 0                    | 0                    | 15     | 1      |
| 2009/10                   | Gallipoli                 | Serie B                   | 12     | 1    | -             | 0             | 0             | -                    | 0                    | 0                    | 12     | 1      |
| 2010                      | Triestina                 | Serie B                   | 14     | 0    | -             | 0             | 0             | -                    | 0                    | 0                    | 14     | 0      |
| 2010/11                   | Virtus Lanciano           | Lega Pro 1                | 22     | 0    | -             | 0             | 0             | -                    | 0                    | 0                    | 22     | 0      |
| 2011/12                   | Virtus Lanciano           | Lega Pro 1                | 19+4   | 2+0  | -             | 1             | 0             | -                    | 0                    | 0                    | 24     | 2      |
| 2012/13                   | Virtus Lanciano           | Serie B                   | 17     | 0    | -             | 0             | 0             | -                    | 0                    | 0                    | 17     | 0      |
| Celkem za Virtus Lanciano | Celkem za Virtus Lanciano | Celkem za Virtus Lanciano | 58+4   | 2    | -             | 1             | 0             | -                    | 0                    | 0                    | 63     | 2      |
| Celkově                   | Celkově                   | Celkově                   | 456+4  | 26   | -             | 20            | 4             | -                    | 0                    | 0                    | 480    | 30     |

## Trenérská kariéra
Po skončení hráčské kariéry se stal trenérem Virtus Lanciano do ledna 2016, kdy jej vedení klubu odvolala. Dne 3. prosince 2016 převzal trenérskou lavičku tehdy třetiligové Parmy a hned slavil postup do 2. ligy a v následující sezoně dokonce i do Serie A. Další dvě sezony pokračoval u týmu a obsadil 14. místo a v následující sezóně 11. místo. Jenže po sezoně byl odvolán. Dne 7. ledna 2021 byl povolán zpět na lavičku Parmy, aby nahradil vyhozeného Liveraniho. Jenže klub nezachránil od sestupu a nebyla mu prodloužena smlouva.
Novou výzvu získal od sezony 2021/22 v Sampdorii, se kterou podepsal smlouvu na dvě sezóny. Jenže v lednu 2022 byl po špatných výsledků odvolán. Od sezony 2023/24 se upsal na rok s opcí v případě záchrany v Lecce. Z klubu byl propuštěn poté, co po prohraném zápase s Hellasem Verona udeřil hlavou útočníka soupeře Thomase Henryho.

## Trenérská statistika
| Sezóna             | Klub               | Liga               | Liga   | Liga  | Liga   | Liga   | Liga                                | Národní poháry | Národní poháry | Národní poháry | Národní poháry | Národní poháry | Národní poháry | Kontinentální poháry | Kontinentální poháry | Kontinentální poháry | Kontinentální poháry | Kontinentální poháry | Kontinentální poháry | Celkem | Celkem | Celkem | Celkem |
| Sezóna             | Klub               | Soutěž             | Zápasy | Výhry | Remízy | Prohry | Umístění                            | Soutěž         | Zápasy         | Výhry          | Remízy         | Prohry         | Úspěch         | Soutěž               | Zápasy               | Výhry                | Remízy               | Prohry               | Úspěch               | Zápasy | Výhry  | Remízy | Prohry |
| ------------------ | ------------------ | ------------------ | ------ | ----- | ------ | ------ | ----------------------------------- | -------------- | -------------- | -------------- | -------------- | -------------- | -------------- | -------------------- | -------------------- | -------------------- | -------------------- | -------------------- | -------------------- | ------ | ------ | ------ | ------ |
| 2014/15            | Virtus Lanciano    | Serie B            | 42     | 10    | 20     | 12     | 14. místo                           | IP             | 2              | 1              | 0              | 1              | -              | -                    | 0                    | 0                    | 0                    | 0                    | -                    | 44     | 11     | 20     | 13     |
| 2015/16            | Virtus Lanciano    | Serie B            | 24     | 5     | 7      | 12     | Odvolán v led.                      | IP             | 1              | 0              | 0              | 1              | -              | -                    | 0                    | 0                    | 0                    | 0                    | -                    | 25     | 5      | 7      | 13     |
| Celkem za Lanciano | Celkem za Lanciano | Celkem za Lanciano | 66     | 15    | 27     | 24     | -                                   | -              | 3              | 1              | 0              | 2              | -              | -                    | 0                    | 0                    | 0                    | 0                    | -                    | 69     | 16     | 27     | 26     |
| 2016/17            | Parma              | Lega Pro           | 22+6   | 13+4  | 5+2    | 4+0    | Nastoupil v pro. 2. místo (postup)  | -              | 0              | 0              | 0              | 0              | -              | -                    | 0                    | 0                    | 0                    | 0                    | -                    | 28     | 17     | 7      | 4      |
| 2017/18            | Parma              | Serie B            | 42     | 21    | 9      | 12     | 2. místo (postup)                   | IP             | 1              | 0              | 0              | 1              | -              | -                    | 0                    | 0                    | 0                    | 0                    | -                    | 43     | 21     | 9      | 13     |
| 2018/19            | Parma              | Serie A            | 38     | 10    | 11     | 17     | 14. místo                           | IP             | 1              | 0              | 0              | 1              | -              | -                    | 0                    | 0                    | 0                    | 0                    | -                    | 39     | 10     | 11     | 18     |
| 2019/20            | Parma              | Serie A            | 38     | 14    | 7      | 17     | 11. místo                           | IP             | 3              | 2              | 0              | 1              | -              | -                    | 0                    | 0                    | 0                    | 0                    | -                    | 41     | 16     | 7      | 18     |
| 2021               | Parma              | Serie A            | 22     | 1     | 5      | 16     | Nastoupil v led. 20. místo (sestup) | IP             | 1              | 0              | 0              | 1              | -              | -                    | 0                    | 0                    | 0                    | 0                    | -                    | 23     | 1      | 5      | 17     |
| Celkem za Parmu    | Celkem za Parmu    | Celkem za Parmu    | 168    | 63    | 39     | 66     | -                                   | -              | 6              | 2              | 0              | 4              | -              | -                    | 0                    | 0                    | 0                    | 0                    | -                    | 174    | 65     | 39     | 70     |
| 2021/22            | Sampdoria          | Serie A            | 22     | 5     | 5      | 12     | Odvolán v led.                      | IP             | 2              | 2              | 0              | 0              | -              | -                    | 0                    | 0                    | 0                    | 0                    | -                    | 24     | 7      | 5      | 12     |
| 2023/24            | Lecce              | Serie A            | 28     | 5     | 10     | 13     | Odvolán v bře.                      | IP             | 2              | 1              | 0              | 1              | -              | -                    | 0                    | 0                    | 0                    | 0                    | -                    | 30     | 6      | 10     | 14     |
| 2024/25            | Empoli             | Serie A            | ?      | ?     | ?      | ?      | ?. místo                            | IP             | ?              | ?              | ?              | ?              | -              | -                    | 0                    | 0                    | 0                    | 0                    | -                    | ?      | ?      | ?      | ?      |
| Celkově            | Celkově            | Celkově            | 284    | 88    | 81     | 115    | -                                   | -              | 13             | 6              | 0              | 7              | -              | -                    | 0                    | 0                    | 0                    | 0                    | -                    | 297    | 94     | 81     | 122    |